# Luna Park (Tokio)

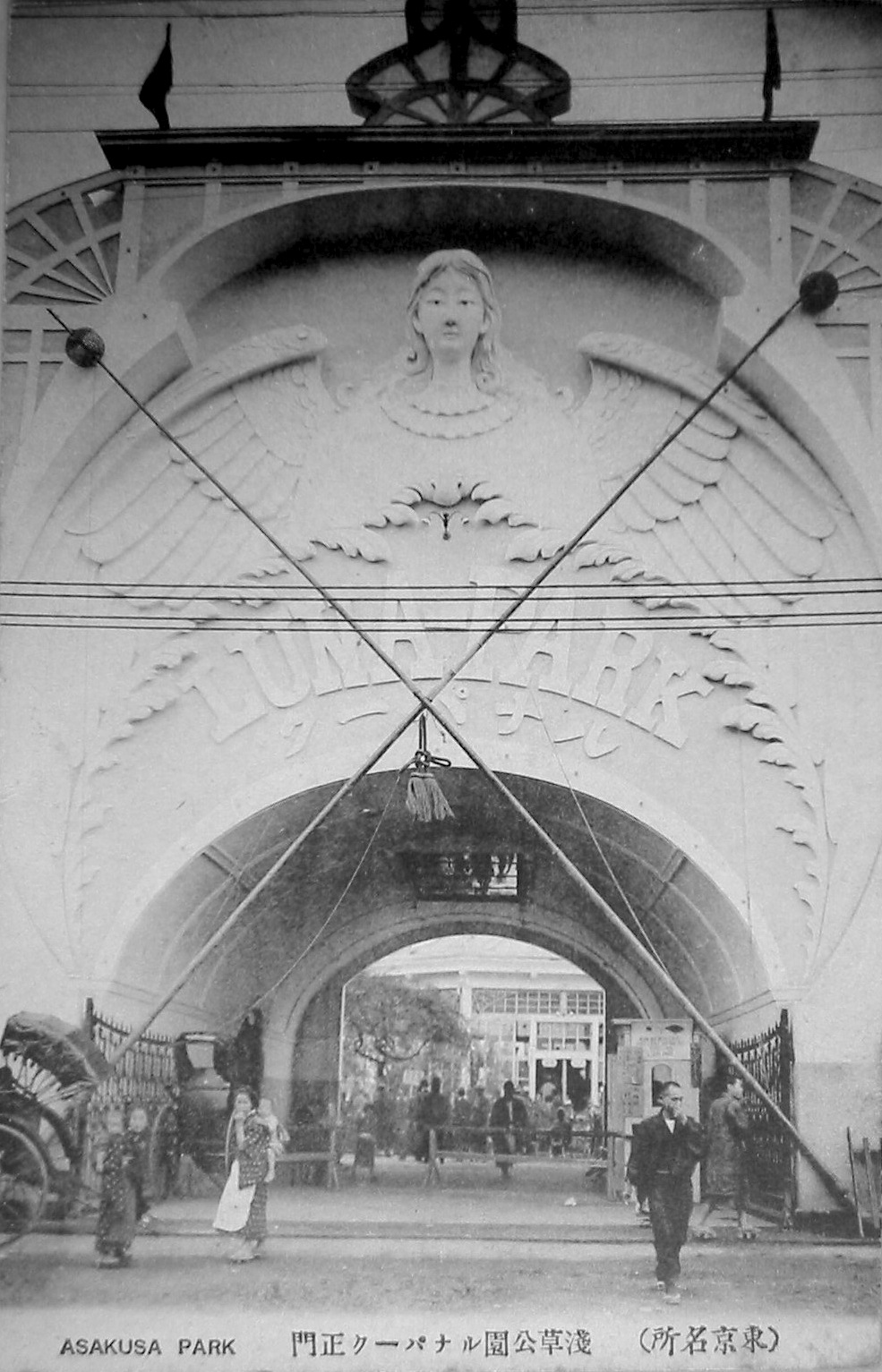
Entree van Luna Park

Het Luna Park (ook wel bekend als Asakusa Luna Park) in Tokio (Japan) was een attractiepark dat in bedrijf was tussen 1910 en 1911. Het attractiepark werd beheerd en gebouwd door het Japanse filmbedrijf Yoshizawa Shōten, en diens directeur Ken'ichi Kawaura, in de wijk Asakusa. Het park was een replica van het originele Luna Park van Coney Island, dat werd gebouwd in Brooklyn, New York in 1903.
Het populaire park bestond slechts acht maanden doordat het in brand werd gestoken in april 1911. Het park ging tegelijkertijd ten onder ander met twee theaters die ook beheerd werden door Yoshizawa Shōten.
De rechten van het park werden na een aantal andere tegenslagen verkocht aan Shōkichi Umeya, die besloot om een nieuw park te bouwen in Osaka. Dit park opende in 1912 en bleef in bedrijf tot 1923.